# Reporters d'espoirs
 (janvier 2020).
Reporters d'espoirs est une association française créée en 2003. Reconnue d'intérêt général en 2005, elle se donne pour mission de promouvoir, dans les médias, une information porteuse de solutions dans les domaines économique, social et environnemental.

## Présentation

### Association
Reporters d'espoirs est une association loi de 1901 créée, en France, en 2003, par les entrepreneurs Pierre Nougué, Christian de Boisredon, Laurent de Cherisey et la journaliste Béatrice Leproux,. Cette ONG est reconnue d'intérêt général depuis 2005.  
L'association s'efforce de faire diffuser dans les médias des informations mettant en avant les initiatives et les engagements de personnes œuvrant au bénéfice de l'intérêt général. Elle cherche à valoriser les actions contre l'injustice touchant, en particulier, les plus vulnérables, et à promouvoir un « journalisme de solutions »,,. À cette fin, Reporters d'espoirs a créé sa propre agence d'information.

### Agence d'information
En 2007, l'association créée une agence d'information,. Celle-ci est financée grâce au mécénat d'entreprise du club des investisseurs de long terme, concrétisé par une contribution totale de 400 000 €, et à la vente d'abonnements à ses services de revue de presse et de veille journalistique sur la presse francophone,. Le travail de l'agence Reporters d'espoirs permet de porter à l'attention de l'opinion publique des solutions innovantes aux problèmes environnementaux, économiques ou sociaux.

## Actions

### Le Prix Reporters d'Espoirs
L'association remet, chaque année, un prix qui récompense des journalistes ayant mis en valeur des initiatives répondant à des enjeux d'intérêt général. La première édition de la remise du prix s'est tenue à la Maison de l'Unesco, à Paris, en mai 2004,. En 2019, au cours de la 10e édition, des journalistes sont distingués dans quatre catégories thématiques : « presse écrite », « télévision », « radio », « innovation ».
En novembre 2024, le Prix Reporters d'Espoirs 2024, dédié à la thématique « sport et innovation sociale », a été attribué à la journaliste Assia Hamdi pour un reportage publié en juillet 2024 dans le cahier l'Epoque du quotidien Le Monde.

### Le Prix européen jeunes Reporters d'Espoirs
En 2021, la première édition du Prix Européen jeunes Reporters d'Espoirs est remportée, pour le prix pays francophone, par 4 jeunes dont le journaliste Cédric Stanghellini pour son reportage réalisé sur la toute première expérience de service civique européen.

### Le Lab Reporters d'Espoirs
L'association crée en 2014 un laboratoire d'études et de recherche sur l'impact des médias sur la société. Le psychiatre Serge Tisseron décrit son objectif en ces termes : « mieux comprendre l'impact d'une information anxiogène et les moyens d'une information constructive ».

### La France des solutions
Reporters d'Espoirs a lancé, avec le soutien du Conseil économique, social et environnemental (CESE), le programme « La France des Solutions », dont le but est de « mobiliser la société française dans une dynamique de solutions ». Lors de son lancement le 18 octobre 2013, au Palais d'Iéna, à Paris, l'association a reçu François Hollande, président de la République française,. L'événement a lieu chaque année, depuis 2013, couplé à « la semaine des solutions ».
Quant à « la semaine des solutions », elle a rassemblé du 14 au 20 octobre 2019, 50 médias régionaux et nationaux.

### L'éducation aux médias
Reporters d'Espoirs a lancé en mai 2024 avec l'Education nationale, via une coopération avec le Centre de liaison de l'enseignement et des médias d'information (CLEMI) un programme d'éducation à l'information des écoliers, collégiens et lycéens. Il s'agit selon l'association, "en complément de l’éducation à la lutte contre les « fake news », de permettre aux jeunes d’approcher l’information de manière enthousiasmante. Une approche constructive pour les aider à développer leur esprit critique, tout en leur donnant les moyens de se projeter dans l’avenir. Il s’agit d’une nécessité à l’heure de la montée de l’anxiété liée à la conscience des enjeux climatiques, aux idées noires, aux discours de “désespérance”, et au sentiment d’enfermement qui progresse avec l’hyperconnexion aux réseaux sociaux."[réf. nécessaire]

## Publications
- Gilles Vanderpooten, Le journalisme de solutions un levier pour agir, Revue Etudes, janvier 2024.
- Gilles Vanderpooten avec Reporters d'Espoirs, Imaginer le monde de demain, le rôle positif des médias, Actes Sud, juillet 2020.
- Reporters d'Espoirs, 20 initiatives qui font bouger la France, Librio, 2019, 128 p.
- Reporters d’espoirs, Jean-Louis Étienne et Gilles Vanderpooten, La France des solutions. Ces citoyens qui bâtissent l'avenir, Arthaud-Flammarion, 2017, 384 p. (ISBN 9782081409354, lire en ligne)
- Cartooning for peace, Reporters d'Espoirs, Michel Vanderpooten, Gilles Vanderpooten, I Have a Dream, un nouveau monde se dessine, Steinkis, 2013
- Laurent de Cherisey, Marie-Hélène de Cherisey, Bill Drayton, Passeurs d'espoir, Tome 1, 14 mois, 14 pays, 14 rencontres exceptionnelles, Presses de la Renaissance, 2005.